# Geeldijstruikgors
De geeldijstruikgors (Atlapetes tibialis synoniem: Pselliophorus tibialis) is een zangvogel uit de familie Amerikaanse gorzen.

## Verspreiding en leefgebied
Deze soort komt voor in de vochtige bergwouden van Costa Rica en westelijk Panama.